# Паметник на Васил Левски (Ботевград)
Бюст-паметникът на Васил Левски в Ботевград е разположен на централния площад „Освобождение“.
Паметникът е открит на 18 юли 2002 г. от президента на Република България Георги Първанов. Бюстът е излят от бронз и е висок 1,10 m, а заедно с постамента е 3,20 m. Автор е скулпторът Цветослав Христов.

## История
След Освобождението в Орхание се създава фонд „Левски“ за построяване на паметник на Васил Левски. Начело на фонда е директорът на третокласното училище в града Петър Илчев. Събирането на средства се осъществява чрез лични дарения, приходи от театрални представления, продажби на имоти и др. Правят се проекти от чужденци, а сумата за направата на паметник е голяма. Инициативата за изграждане на паметник на Левски е подновена след 1921 г., когато в София е създадена Орханийската културно-просветна дружба. Неин председател е Христо Гашевски – Панталонаджията, сподвижник на Левски в Орханийско, а заместник-председател е Петър Ценов. Средствата се събират трудно. След преименуването през 1934 г. на Ботевград актуалност придобива построяването на паметник на Христо Ботев. Въпросът за построяване на паметник на Левски е обсъждан и след това, но не е реализиран.